# Містер Королева
Містер Королева (кор. 철인왕후, ханча: 哲仁王后) — історичний південнокорейський телевізийний серіал, що розповідає історію про чоловіка, який жив у сьогоденні, проте за певних обставин його душа перемістилася і застрягла у тіло королеви Чхорін періоду Чосон. Серіал заснований на вебсерілі «Вперед, принцесо, вперед» сценаристів Ціня Шуана та Шана Меньлу, який в  свою чергу заснований на романі «Вперед, принцесо, вперед» авторки Сянь Чен. Він транслювався на телеканалі tvN щосуботи та щонеділі з 12 грудня 2020 по 14 лютого 2021. У головних ролях Сін Хє Сон та Кім Чон Хьон.
Станом на 2021 рік, серіал побив рекорд за рейтингами та став 5-им найрейтинговішим серіалом tvN за всю його історію існування.

## Сюжет
Чан Пон Хван, людина вільного духу, працював шеф-кухарем у президента, проте одного дня він прокидається в періоді Чосон у тілі Кім Со Йон, яка має одружитися з королем Чхольджоном вже наступного дня. Він намагається повернутися в теперішнє чи хоча б повернутися назад у чоловіче тіло, однак його спроби не вдаються. Тому одружується з королем Чхольджоном та отримує титул королева Чхорін. Але виникає неприємна ситуація, при якій Пон Хван у тілі королеви Чхорім має провести шлюбну ніч зі своїм чоловіком, але на щастя для Пон Хвана, король теж не має такого бажання, бо він кохає іншу жінку. Однак за традицією, тепер вони мають пробути разом сім ночей. Крім того, Пон Хва, живучи як Чхорім, відкриває багато змов навколо неї, зокрема і щодо можливого усунення її від влади.

## Акторський склад

### Головні ролі
- Сін Хє Сон — Кім Со Йон, королева Чхорін[14][15]
- Кім Чон Хьон — Лі Вонпом, король Чхольджон[14][15]

### Другорядні ролі

#### Люди про королеві Чхорін
- Чха Чхон Хва як придворна дама Чхве[14][15]
- Чхе Со Ин як Хон Йон

#### Люди про королі Чхольджоні
- Ю Мін Ґю як принц Йонпхьон[en][14][15]
- Лі Че Вон як Хон Ту Іль / Хон Пьоль Ґам

#### Клан Кімів з Андону[en]
- Пе Чон Ок як Королева Сунвон[en]/Велика королева-вдова Кім[14][15]
- Кім Тхе У як Кім Чва Ґин[en][14][15]
- На Ін У як Кім Пьон Ін[14][15]
- Чон Пе Су як Кім Мун Ґин[14][15]
- Ю Йон Дже як Кім Хван[16]
- Сон Мін Хьон як верховний радник Кім Пьон Хак[14][15]

#### Клан Чо з Пуняну[en]
- Соль Ін А як Чо Хва Джін, королівський благородний консорт[en] Ий (Чо Кві Ін[en])
- Чо Йон Хі як королева-вдова Чо (Королева Сінджон[en])[14][15]
- Ко Ін Бом як правий радник[en] Чо Ман Хон[14][15]

#### Сучасність, люди з Синього дому
- Чхве Чін Хьок як Чан Пон Хван
- Лі Чхоль Мін як директор Хан Пхьо Джін / Хан Сім Он
- Кім Чун Вон як Пу Син Мін

#### Люди з королівській кухні
- Кім Ін Ґвон як королівський шеф-кухар Ман Бок[14][15]
- Кан Чхе Вон як Там Хян

#### Королівські придворні дами
- Сон Со Ман як придворна дама Кан, служниця королеви-вдови Чо[17]

#### Людини в королівському палацу
- Лі Тхе Ґом як євнух Кім[18]

## Виробництво

### Кастинг
17 березня 2020 стало відомо, що розглядається участь Сін Хє Сон у серіалі, а 8 квітня — що розглядається участь актора Кім Чон Хьон. 5 червня було офіційно підтверджено, що в серіалі візьмуть участь актори Кім Чон Хьон, Сін Хє Сон, Пе Чон Ок та Кім Тхе У. Протягом червня — липня до акторського складу серіалу також приєдналися актори Сон Со Ман, Ю Йон Дже, Лі Тхе Ґом, Кім Ін Ґвон, Чхе Со Ин, Кім Чу Йон, Соль Ін А. 21 вересня було повідомлено, що Ю Мін Ґю візьме участь у серіалі. 28 жовтня відбулося перше читання сценарію серіалу.

### Фільмування
24 листопада 2020 було повідомлено, що фільмування серіалу було призупинене через те, що було виявлено Covid-19 серед акторів масовки, а 26 листопада стало відомо, що актори Сін Хє Сон та Кім Чон Хьон здали тести на Covid-19 з негативним результатом, однак фільмування продовжиться лише після результатів членів усього знімального процесу.

## Спіноф
Ексклюзивно для підписників сервісу TVING було випущений спіноф «Містер Королева: Таємниця» (в оригіналі — «Містер Королева: Бамбуковий ліс» (кор. 철인왕후 대나무숲)), що розширює серіал сценами, який не увійшли в основний серіал. 13 лютого на платформі вийшла перша серії з історіями: «Таємниця першої зустрічі» (кор. 첫 만남의 비밀), «Таємниця змагання» (кор. 승부의 비밀), «Таємниця пані» (кор. 여인의 비밀), а 14 лютого — друга серія з історіями: «Таємниця хлопця-друга» (кор. 남사친의 비밀), «Таємниця реальних братів і сестер» (кор. 현실남매의 비밀), «Таємниця падіння» (кор. 멸망의 비밀).

## Оригінальні звукові доріжки

### Повний альбом
| Mr. Queen (Original Television Soundtrack) | Mr. Queen (Original Television Soundtrack)    | Mr. Queen (Original Television Soundtrack)                                           | Mr. Queen (Original Television Soundtrack)                                           | Mr. Queen (Original Television Soundtrack) | Mr. Queen (Original Television Soundtrack) |
| #                                          | Назва                                         | Автор слів                                                                           | Автор музики                                                                         | Виконавець                                 | Тривалість                                 |
| ------------------------------------------ | --------------------------------------------- | ------------------------------------------------------------------------------------ | ------------------------------------------------------------------------------------ | ------------------------------------------ | ------------------------------------------ |
| 1.                                         | «봉환아»                                      | Чан Йон Су, Oskar (HIGHBRID), Noah (HIGHBRID), Siroo (HIGHBRID), Artrtman (HIGHBRID) | Чан Йон Су, Oskar (HIGHBRID), Noah (HIGHBRID), Siroo (HIGHBRID), Artrtman (HIGHBRID) | Norazo                                     | 2:38                                       |
| 2.                                         | «Like A Star» (마음이 별이 되어)              | DANI, HowL                                                                           | Пак Кин Чхоль, Чон Су Мін (SSMusic)                                                  | Чан Хан Бьоль                              | 4:07                                       |
| 3.                                         | «Here I am»                                   | B.O.K                                                                                | B.O.K, Юн Сан Джо                                                                    | Чо Хьон А (з Urban Zakapa)                 | 3:58                                       |
| 4.                                         | «PUZZLE»                                      | Хван Йон Джу, Пак Уджін (з AB6IX), A.ONE                                             | Хван Йон Джу, Чо Те Мін                                                              | Сою, Пак Уджін (з AB6IX)                   | 3:00                                       |
| 5.                                         | «Keep Going»                                  | Major Leaguer, Йонґі, DinDin                                                         | Major Leaguer                                                                        | DinDin                                     | 3:55                                       |
| 6.                                         | «The Great Recipe» (철인시대 (위대한 레시피)) | DANI, HowL                                                                           | Пак Кин Чхоль, Чон Су Мін (SSMusic)                                                  | sEODo                                      | 3:49                                       |
| 7.                                         | «To my one and only you» (나의 유일한 너에게) | ColdoK, Кім А Хьон                                                                   | ColdoK                                                                               | Сюмінь (з EXO)                             | 4:31                                       |
| 8.                                         | «Like a star» (별들 중에서)                   | HowL, Чу Но Ха                                                                       | HowL, Чу Но Ха                                                                       | Onestar                                    | 4:25                                       |
| 9.                                         | «Venys (Feat. Viini)» (비너스 (Feat. 권현빈)) | GK, KiKO                                                                             | GK, KiKO                                                                             | Мун Чон Оп                                 | 3:11                                       |
| 10.                                        | «Like the first snow» (첫눈처럼)              | Кім Чон Хьон, E-Race, Hbro                                                           | Пек Му Хьон, E-Race                                                                  | Кім Чон Хьон                               | 3:46                                       |
| 11.                                        | «Mr. Queen»                                   |                                                                                      | HowL                                                                                 | HowL                                       | 0:51                                       |
| 12.                                        | «Secret of the well»                          |                                                                                      | HowL                                                                                 | HowL                                       | 1:59                                       |
| 13.                                        | «Conspiracy»                                  |                                                                                      | DL                                                                                   | DL                                         | 2:02                                       |
| 14.                                        | «Palace»                                      |                                                                                      | HowL                                                                                 | HowL                                       | 1:08                                       |
| 15.                                        | «No touch»                                    |                                                                                      | HowL                                                                                 | HowL                                       | 1:28                                       |
| 16.                                        | «Iron tango»                                  |                                                                                      | HowL                                                                                 | HowL                                       | 1:24                                       |
| 17.                                        | «Lost memory»                                 |                                                                                      | HowL                                                                                 | HowL                                       | 1:45                                       |
| 18.                                        | «Other world»                                 |                                                                                      | HowL                                                                                 | HowL                                       | 1:31                                       |
| 19.                                        | «Rebellion»                                   |                                                                                      | DL                                                                                   | DL                                         | 1:09                                       |
| 20.                                        | «Toy soldier»                                 |                                                                                      | DL                                                                                   | DL                                         | 1:04                                       |

#### Альбом частинами
| Mr. Queen (Original Television Soundtrack), Part 1 | Mr. Queen (Original Television Soundtrack), Part 1 | Mr. Queen (Original Television Soundtrack), Part 1                                   | Mr. Queen (Original Television Soundtrack), Part 1                                   | Mr. Queen (Original Television Soundtrack), Part 1 | Mr. Queen (Original Television Soundtrack), Part 1 |
| #                                                  | Назва                                              | Автор слів                                                                           | Автор музики                                                                         | Виконавець                                         | Тривалість                                         |
| -------------------------------------------------- | -------------------------------------------------- | ------------------------------------------------------------------------------------ | ------------------------------------------------------------------------------------ | -------------------------------------------------- | -------------------------------------------------- |
| 1.                                                 | «봉환아»                                           | Чан Йон Су, Oskar (HIGHBRID), Noah (HIGHBRID), Siroo (HIGHBRID), Artrtman (HIGHBRID) | Чан Йон Су, Oskar (HIGHBRID), Noah (HIGHBRID), Siroo (HIGHBRID), Artrtman (HIGHBRID) | Norazo                                             | 2:38                                               |
| 2.                                                 | «봉환아 (Inst.)»                                   |                                                                                      | Чан Йон Су, Oskar (HIGHBRID), Noah (HIGHBRID), Siroo (HIGHBRID), Artrtman (HIGHBRID) | Norazo                                             | 2:38                                               |

| Mr. Queen (Original Television Soundtrack), Part 2 | Mr. Queen (Original Television Soundtrack), Part 2 | Mr. Queen (Original Television Soundtrack), Part 2 | Mr. Queen (Original Television Soundtrack), Part 2 | Mr. Queen (Original Television Soundtrack), Part 2 | Mr. Queen (Original Television Soundtrack), Part 2 |
| #                                                  | Назва                                              | Автор слів                                         | Автор музики                                       | Виконавець                                         | Тривалість                                         |
| -------------------------------------------------- | -------------------------------------------------- | -------------------------------------------------- | -------------------------------------------------- | -------------------------------------------------- | -------------------------------------------------- |
| 1.                                                 | «Like A Star» (마음이 별이 되어)                   | DANI, HowL                                         | Пак Кин Чхоль, Чон Су Мін (SSMusic)                | Чан Хан Бьоль                                      | 4:07                                               |
| 2.                                                 | «Like A Star (Inst.)» (마음이 별이 되어 (Inst.))   |                                                    | Пак Кин Чхоль, Чон Су Мін (SSMusic)                | Чан Хан Бьоль                                      | 4:07                                               |

| Mr. Queen (Original Television Soundtrack), Part 3 | Mr. Queen (Original Television Soundtrack), Part 3 | Mr. Queen (Original Television Soundtrack), Part 3 | Mr. Queen (Original Television Soundtrack), Part 3 | Mr. Queen (Original Television Soundtrack), Part 3 | Mr. Queen (Original Television Soundtrack), Part 3 |
| #                                                  | Назва                                              | Автор слів                                         | Автор музики                                       | Виконавець                                         | Тривалість                                         |
| -------------------------------------------------- | -------------------------------------------------- | -------------------------------------------------- | -------------------------------------------------- | -------------------------------------------------- | -------------------------------------------------- |
| 1.                                                 | «Here I am»                                        | B.O.K                                              | B.O.K, Юн Сан Джо                                  | Чо Хьон А (з Urban Zakapa)                         | 3:58                                               |
| 2.                                                 | «Here I am (Inst.)»                                |                                                    | B.O.K, Юн Сан Джо                                  | Чо Хьон А (з Urban Zakapa)                         | 3:58                                               |

| Mr. Queen (Original Television Soundtrack), Part 4 | Mr. Queen (Original Television Soundtrack), Part 4 | Mr. Queen (Original Television Soundtrack), Part 4 | Mr. Queen (Original Television Soundtrack), Part 4 | Mr. Queen (Original Television Soundtrack), Part 4 | Mr. Queen (Original Television Soundtrack), Part 4 |
| #                                                  | Назва                                              | Автор слів                                         | Автор музики                                       | Виконавець                                         | Тривалість                                         |
| -------------------------------------------------- | -------------------------------------------------- | -------------------------------------------------- | -------------------------------------------------- | -------------------------------------------------- | -------------------------------------------------- |
| 1.                                                 | «PUZZLE»                                           | Хван Йон Джу, Пак Уджін (з AB6IX), A.ONE           | Хван Йон Джу, Чо Те Мін                            |                                                    | 3:00                                               |
| 2.                                                 | «PUZZLE (Inst.)»                                   |                                                    |                                                    | Сою, Пак Уджін (з AB6IX)                           | 3:00                                               |

| Mr. Queen (Original Television Soundtrack), Part 5 | Mr. Queen (Original Television Soundtrack), Part 5 | Mr. Queen (Original Television Soundtrack), Part 5 | Mr. Queen (Original Television Soundtrack), Part 5 | Mr. Queen (Original Television Soundtrack), Part 5 | Mr. Queen (Original Television Soundtrack), Part 5 |
| #                                                  | Назва                                              | Автор слів                                         | Автор музики                                       | Виконавець                                         | Тривалість                                         |
| -------------------------------------------------- | -------------------------------------------------- | -------------------------------------------------- | -------------------------------------------------- | -------------------------------------------------- | -------------------------------------------------- |
| 1.                                                 | «Keep Going»                                       | Major Leaguer, Йонґі, DinDin                       | Major Leaguer                                      | DinDin                                             | 3:55                                               |
| 2.                                                 | «Keep Going (Inst.)»                               |                                                    | Major Leaguer                                      | DinDin                                             | 3:55                                               |

| Mr. Queen (Original Television Soundtrack), Part 6 | Mr. Queen (Original Television Soundtrack), Part 6            | Mr. Queen (Original Television Soundtrack), Part 6 | Mr. Queen (Original Television Soundtrack), Part 6 | Mr. Queen (Original Television Soundtrack), Part 6 | Mr. Queen (Original Television Soundtrack), Part 6 |
| #                                                  | Назва                                                         | Автор слів                                         | Автор музики                                       | Виконавець                                         | Тривалість                                         |
| -------------------------------------------------- | ------------------------------------------------------------- | -------------------------------------------------- | -------------------------------------------------- | -------------------------------------------------- | -------------------------------------------------- |
| 1.                                                 | «The Great Recipe» (철인시대 (위대한 레시피))                 | DANI, HowL                                         | Пак Кин Чхоль, Чон Су Мін (SSMusic)                | sEODo                                              | 3:49                                               |
| 2.                                                 | «The Great Recipe (Inst.)» (철인시대 (위대한 레시피) (Inst.)) |                                                    | Пак Кин Чхоль, Чон Су Мін (SSMusic)                | sEODo                                              | 3:49                                               |

| Mr. Queen (Original Television Soundtrack), Part 7 | Mr. Queen (Original Television Soundtrack), Part 7            | Mr. Queen (Original Television Soundtrack), Part 7 | Mr. Queen (Original Television Soundtrack), Part 7 | Mr. Queen (Original Television Soundtrack), Part 7 | Mr. Queen (Original Television Soundtrack), Part 7 |
| #                                                  | Назва                                                         | Автор слів                                         | Автор музики                                       | Виконавець                                         | Тривалість                                         |
| -------------------------------------------------- | ------------------------------------------------------------- | -------------------------------------------------- | -------------------------------------------------- | -------------------------------------------------- | -------------------------------------------------- |
| 1.                                                 | «To my one and only you» (나의 유일한 너에게)                 | ColdoK, Кім А Хьон                                 | ColdoK                                             | Сюмінь (з EXO)                                     | 4:31                                               |
| 2.                                                 | «To my one and only you (Inst.)» (나의 유일한 너에게 (Inst.)) |                                                    | ColdoK                                             | Сюмінь (з EXO)                                     | 4:31                                               |

| Mr. Queen (Original Television Soundtrack), Part 8 | Mr. Queen (Original Television Soundtrack), Part 8 | Mr. Queen (Original Television Soundtrack), Part 8 | Mr. Queen (Original Television Soundtrack), Part 8 | Mr. Queen (Original Television Soundtrack), Part 8 | Mr. Queen (Original Television Soundtrack), Part 8 |
| #                                                  | Назва                                              | Автор слів                                         | Автор музики                                       | Виконавець                                         | Тривалість                                         |
| -------------------------------------------------- | -------------------------------------------------- | -------------------------------------------------- | -------------------------------------------------- | -------------------------------------------------- | -------------------------------------------------- |
| 1.                                                 | «Like a star» (별들 중에서)                        | HowL, Чу Но Ха                                     | HowL, Чу Но Ха                                     | Onestar                                            | 4:25                                               |
| 2.                                                 | «Like a star (Inst.)» (별들 중에서 (Inst.))        |                                                    | HowL, Чу Но Ха                                     | Onestar                                            | 4:25                                               |

| Mr. Queen (Original Television Soundtrack), Part 9 | Mr. Queen (Original Television Soundtrack), Part 9            | Mr. Queen (Original Television Soundtrack), Part 9 | Mr. Queen (Original Television Soundtrack), Part 9 | Mr. Queen (Original Television Soundtrack), Part 9 | Mr. Queen (Original Television Soundtrack), Part 9 |
| #                                                  | Назва                                                         | Автор слів                                         | Автор музики                                       | Виконавець                                         | Тривалість                                         |
| -------------------------------------------------- | ------------------------------------------------------------- | -------------------------------------------------- | -------------------------------------------------- | -------------------------------------------------- | -------------------------------------------------- |
| 1.                                                 | «Venys (Feat. Viini)» (비너스 (Feat. 권현빈))                 | GK, KiKO                                           | GK, KiKO                                           | Мун Чон Оп                                         | 3:11                                               |
| 2.                                                 | «Venys (Feat. Viini) (Inst.)» (비너스 (Feat. 권현빈) (Inst.)) |                                                    | GK, KiKO                                           | Мун Чон Оп                                         | 3:11                                               |

| Mr. Queen: The Secret (Original Television Soundtrack) | Mr. Queen: The Secret (Original Television Soundtrack) | Mr. Queen: The Secret (Original Television Soundtrack) | Mr. Queen: The Secret (Original Television Soundtrack) | Mr. Queen: The Secret (Original Television Soundtrack) | Mr. Queen: The Secret (Original Television Soundtrack) |
| #                                                      | Назва                                                  | Автор слів                                             | Автор музики                                           | Виконавець                                             | Тривалість                                             |
| ------------------------------------------------------ | ------------------------------------------------------ | ------------------------------------------------------ | ------------------------------------------------------ | ------------------------------------------------------ | ------------------------------------------------------ |
| 1.                                                     | «But I Miss You»                                       | DANI, HowL                                             | Пак Кин Чхоль, Чон Су Мін (SSMusic)                    | Пак Кьон Рі                                            | 3:39                                                   |
| 2.                                                     | «But I Miss You (Inst.)»                               |                                                        | Пак Кин Чхоль, Чон Су Мін (SSMusic)                    | Пак Кьон Рі                                            | 3:39                                                   |

## Скандали
Після виходу другої серії серіалу, в якій королева Чхорім назвала корейський національний скарб «Справжніх записів династії Чосон» звичайним таблоїдом, спалахнув скандал, що призвів до оформлення 700 скарг з цього приводу до Корейської комісії з телекомунікаційних стандартів. Крім того, також винник скандал з приводу того, що авторка Сянь Чен оригінальної роману, за яким був знятий китайський вебсеріал, на якому в свою чергу заснований серіал «Містер Королева», негативно ставиться до корейців та у своїй минулій роботі «Хецінь Ґунчжу» назвала корейців китайським принизливим терміном «баньцзи». 15 грудня виробнича команда серіалу заявила, що «серіал є роботою, яка заснована на правах для адаптації вебсеріалу «Вперед, принцесо, вперед» та не є адаптацією роману», також зазначили, що «на момент підписання контракту, вони не знали про те, що авторка оригінального роману зробила негативні ремарки в іншій роботі» та все одно принесли вибачення за це, також вони вибачилися за репліку, що принизила національний скарб «Справжні записи династії Чосон» та зазначили, що «вони вилучили цю репліку з серіалу і що в подальшому в серіалі історичні події і постаті на буде зображено в негативному світлі».

## Рейтинги
Найнижчі рейтинги позначені синім кольором, а найвищі — червоним кольором.
| Серія            | Дата показу      | Середнє значення кількості переглядів | Середнє значення кількості переглядів | Середнє значення кількості переглядів |
| Серія            | Дата показу      | AGB Nielsen                           | AGB Nielsen                           |                                       |
| Серія            | Дата показу      | Загальнонаціональні                   | Сеул                                  |                                       |
| ---------------- | ---------------- | ------------------------------------- | ------------------------------------- | ------------------------------------- |
| 1                | 12 грудня 2020   | 8,030 %                               | 8,657 %                               |                                       |
| 2                | 13 грудня 2020   | 8,800 %                               | 9,527 %                               |                                       |
| 3                | 19 грудня 2020   | 9,022 %                               | 9,709 %                               |                                       |
| 4                | 20 грудня 2020   | 10,447 %                              | 11,414 %                              |                                       |
| 5                | 26 грудня 2020   | 11,337 %                              | 11,953 %                              |                                       |
| 6                | 27 грудня 2020   | 11,805 %                              | 12,549 %                              |                                       |
| 7                | 2 січня 2021     | 12,414 %                              | 13,250 %                              |                                       |
| 8                | 3 січня 2021     | 12,271 %                              | 12,953 %                              |                                       |
| 9                | 9 січня 2021     | 12,066 %                              | 13,014 %                              |                                       |
| 10               | 10 січня 2021    | 12,836 %                              | 14,014 %                              |                                       |
| 11               | 16 січня 2021    | 12,517 %                              | 13,354 %                              |                                       |
| 12               | 17 січня 2021    | 13,224 %                              | 14,252 %                              |                                       |
| 13               | 23 січня 2021    | 12,797 %                              | 13,809 %                              |                                       |
| 14               | 24 січня 2021    | 13,623 %                              | 15,061 %                              |                                       |
| 15               | 30 січня 2021    | 14,534 %                              | 15,933 %                              |                                       |
| 16               | 31 січня 2021    | 14,946 %                              | 15,872 %                              |                                       |
| 17               | 6 лютого 2021    | 14,510 %                              | 15,682 %                              |                                       |
| 18               | 7 лютого 2021    | 14,844 %                              | 15,496 %                              |                                       |
| 19               | 13 лютого 2021   | 14,227 %                              | 15,132 %                              |                                       |
| 20               | 14 лютого 2021   | 17,371 %                              | 18,554 %                              |                                       |
| Середнє значення | Середнє значення | 12,581 %                              | 13,509 %                              |                                       |

## Нагороди та номінації
| Рік  | Нагорода                     | Категорія                                    | Отримувач    | Результат | Примітки |
| ---- | ---------------------------- | -------------------------------------------- | ------------ | --------- | -------- |
| 2021 | 57-ма Премія мистецтв Пексан | Найкраща жіноча роль (телебачення)           | Сін Хє Сон   | Номінація | [ 60 ]   |
| 2021 | 57-ма Премія мистецтв Пексан | Найкраща акторка другого плану (телебачення) | Чха Чхон Хва | Номінація | [ 60 ]   |